# حاسبة اليورو

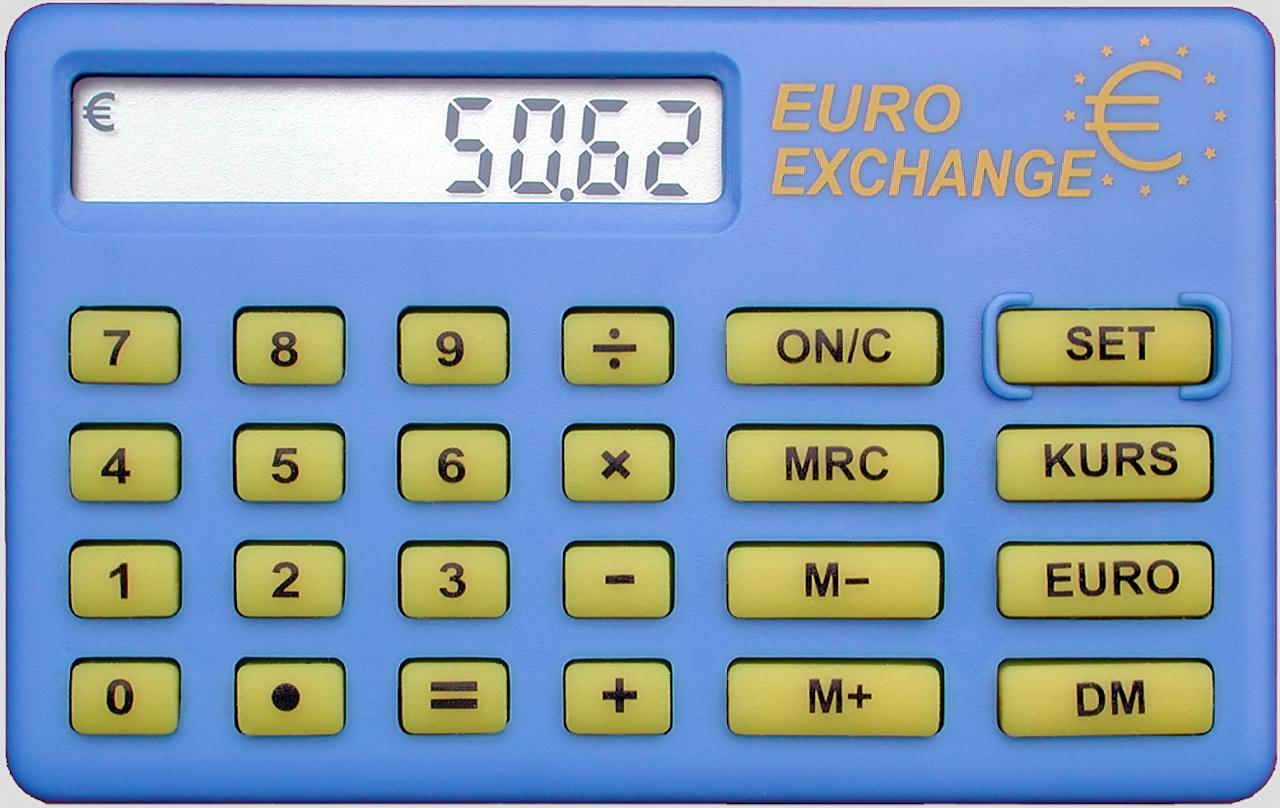
حاسبة يورو بسيطة

حاسبة اليورو هي أحد أنواع الآلات الحاسبة التي انتشرت في الدول الأوروبية التي اعتمدت اليورو كوحدة نقدية رسمية لها. تعمل مثل أي آلة حاسبة عادية أخرى إلا أنها تتضمن أيضًا وظيفة خاصة تسمح بتحويل قيمة معبر عنها بالوحدة الرسمية سابقًا (اليرة الإيطالية، على سبيل المثال) إلى القيمة الجديدة باليورو، أو العكس. وأصبح استخدامها شائعًا جدًا بين السكان والتجارة في هذه الدول، خاصة خلال الأشهر القليلة الأولى بعد اعتماد اليورو.
ونظراً لإنتاج الكثير منها، فقد تم العثور عليها أيضاً خارج منطقة اليورو وخصوصاً لمساعدة الموظفين في عمليات التحويل في المطارات أو محطات السكك الحديدية التي يتمتع بها اليورو بحضور قوي.